# 526. rezervní divize (Wehrmacht)
526. rezervní divize (německy 526. Reserve-Division) byla pěší divize německé armády (Wehrmacht) za druhé světové války.

## Historie
Divize byla založena v září roku 1944. Kvůli obtížné situaci na frontě byl sestavovací proces divize přerušen. Již sestavenými částmi divize byly doplňovány již existující divize.